# Lista postaci serii Silent Hill
Lista postaci serii Silent Hill. Zawarto tu jedynie krótkie opisy danych bohaterów. Dokładniejsze charakterystyki znajdują się w odpowiednich artykułach dotyczących poszczególnych postaci.

## Silent Hill(1999)
- Harry Mason – 32-letni pisarz, główny protagonista gry. Harry udaje się do miasta Silent Hill na wakacje wraz ze swoją córką Cheryl. Krótko przed przybyciem na miejsce, na drodze dochodzi do wypadku, w wyniku którego bohater traci przytomność. Kiedy Harry budzi się we wraku samochodu, okazuje się, że Cheryl zniknęła. Mężczyzna rozpoczyna poszukiwania. W trakcie podróży odkrywa powiązania swojej córki z miastem i poznaje osoby, zdające się mieć związek ze wszystkimi wydarzeniami. Głosu użyczył Michael G[1].

- Cheryl Mason – siedmioletnia córka Harry’ego Masona. To właśnie w celu jej odnalezienia Harry przemierza Silent Hill. Jak się okazuje, Cheryl jest bardzo powiązana z Alessą Gillespie. Głosu użyczyła Sandra Wane.

- Cybil Bennett – policjantka z położonego nieopodal Silent Hill Brahms. Po stracie łączności z placówką w Silent Hill postanawia sprawdzić sytuację w mieście. Jest pierwszą osobą, którą Harry spotyka podczas swojej podróży i pomaga mu w dalszej wędrówce. Głosu użyczyła Susan Papa.

- Dahlia Gillespie – tajemnicza starsza kobieta, którą Harry pierwszy raz spotyka w kościele. Zdaje się wiele wiedzieć o wydarzeniach które dzieją się w mieście, ale nie zamierza za wiele zdradzić protagoniście. Stara się pomagać Harry’emu, lecz mimo wszystko jej intencje nie są do końca jasne. Głosu użyczyła Liz Mamorsky.

- Alessa Gillespie – tajemnicza czternastolatka, która co jakiś czas pojawia się Harry’emu. Jej historia i przyczyny pojawiania się i znikania nie są do końca jasne, a Harry odkrywa, że jego córka Cheryl jest bardzo z nią bardzo związana. Głosu użyczyła Sandra Wane.

- Lisa Garland – młoda pielęgniarka pracująca w szpitalu Alchemilla. Harry spotyka ją w alternatywnej wersji tego budynku, w której zdaje się być uwięziona. Z nieznanego powodu straciła pamięć, lecz wydaje się dużo wiedzieć o wydarzeniach nawiedzających miasto. Z czasem przypomina i uświadamia sobie wszystkie zapomniane rzeczy. Głosu użyczyła Thesally Lerner.

- Doktor Michael Kaufmann – dyrektor szpitala Alchemilla. Skryty człowiek o dość szorstkim charakterze. Tak jak Harry, jest zdezorientowany sytuacją zaistniałą w mieście, lecz zdaje się ukrywać coś, czego nie zamierza zdradzić protagoniście. Kolejne spotkania z Kaufmannem kwestionują jego dobre intencje wobec Harry’ego. Głosu użyczył Jarion Monroe.

- Jodie Mason – zmarła przed siedmiu laty żona Harry’ego.

- K. Gordon – jeden z nauczycieli ze szkoły podstawowej Midwitch. Harry odnajduje jego notatki i odkrywa relacje pomiędzy nim a Alessą Gillespie.

- Norman Young – postać, której Harry nie spotyka osobiście. Był dobrym przyjacielem Michaela Kaufmanna i właścicielem Norman’s Motel.

## Silent Hill: Play Novel(2001)
Wszystkie postacie z oryginalnego Silent Hill pojawiają się w grze.
- Andy – jedna z grywalnych postaci gry; pojawia się tylko w Play Novel. Andy jest przyjacielem Cheryl i jej sąsiadem.

## Silent Hill 2(2001)
- James Sunderland – postać sterowana przez gracza w scenariuszu Letter From Silent Heaven, główny protagonista. Znajduje się w posiadaniu listu, napisanego jakoby przez jego zmarłą przed trzema laty żonę. Informuje go w nim, że czeka na niego w ich „specjalnym miejscu” – mieście Silent Hill, w którym niegdyś razem spędzali wakacje. Odnalezienie małżonki jest głównym celem pobytu Jamesa w Silent Hill. Głosu użyczyli Guy Cihi w oryginalnym Silent Hill 2 i Troy Baker w reedycji HD Collection.

- Mary Shepherd-Sunderland – zmarła przed trzema laty żona protagonisty. James szuka jej w mieście Silent Hill, w którym ponoć na niego czeka. Głosu użyczyły Monica Horgan w oryginalnym Silent Hill 2 i Mary Elizabeth McGlynn w reedycji HD Collection.

- Maria – postać sterowana przez gracza w scenariuszu Born From A Wish, drugoplanowa bohaterka głównego scenariusza. Wyglądem bardzo przypomina zmarłą żonę protagonisty. James spotyka ją podczas swojej podróży po Silent Hill i od tamtej chwili kobieta towarzyszy mu w poszukiwaniach żony. Głosu użyczyły Monica Horgan w oryginalnym Silent Hill 2 i Mary Elizabeth McGlynn w reedycji HD Collection.

- Angela Orosco – dość niestała emocjonalnie dziewczyna, która szuka w Silent Hill swojej matki. Jest pierwszą osobą, którą James spotyka w grze. Ostrzega go przed możliwym niebezpieczeństwem czyhającym w miasteczku. Głosu użyczyła Donna Burke.

- Eddie Dombrowski – młody, otyły mężczyzna, którego James poznaje go w dość niemiłych okolicznościach – wymiotującego w pobliżu martwego ciała jakiegoś człowieka. Zdaje się być zakompleksionym i zamkniętym w sobie, aczkolwiek całkiem poczciwym osobnikiem. Głosu użyczył David Schaufele.

- Laura – mała dziewczynka, którą James napotyka kilka razy podczas swojej wędrówki. Zdaje się znać żonę protagonisty i z niejasnych powodów żywi urazę wobec Jamesa. Później jednak przekonuje się wobec jego dobrych intencji. Głosu użyczyła Jakey Breckenridge.

- Ernest Baldwin – postać występująca w scenariuszu Born From A Wish. Maria prowadzi z nim kilka konwersacji przez zamknięte drzwi, których mężczyzna nie chce otworzyć. Posiada dużą wiedzę na temat wydarzeń w mieście, jednak dzieli się nią dość niechętnie. Głosu użyczył Ward E. Sexton.

- Amy Baldwin – córka Ernesta Baldwina. Maria przekazuje Ernestowi zaadresowaną do niego przez Amy kartkę urodzinową i poznaje tajemnicę tragicznego losu dziewczynki. Głosu użyczyła Florence Minowa.

- Piramidogłowy – główny antagonista gry, tajemnicza, mroczna istota o twarzy kompletnie zakrytej metalowym hełmem w kształcie piramidy. Przez całą grę pojawia się znienacka w różnych miejscach i prześladuje Jamesa oraz Marię.

- Harry Mason – protagonista Silent Hill. Pojawia się w ukrytym zakończeniu UFO jako mężczyzna poszukujący córki.

## Silent Hill 3(2003)
- Heather Mason – postać sterowana przez gracza, jedyna kobieca protagonistka w serii. Heather to nastoletnia dziewczyna, która podczas pobytu w centrum handlowym zostaje uwięziona w koszmarnej, alternatywnej rzeczywistości tego budynku. Z czasem dziewczyna odkrywa swoje powiązanie z miastem Silent Hill i odkrywa swoją tajemniczą przeszłość. Głosu użyczyła Heather Morris.

- Douglas Cartland – prywatny detektyw w podeszłym wieku, którego Heather spotyka w centrum handlowym, tuż przed jego przemianą w wersję alternatywną. Mężczyzna został wynajęty przez kogoś by ją znalazł, i z czasem decyduje się pomóc jej w odkryciu jej prawdziwej tożsamości. Głosu użyczył Richard Grosse.

- Claudia Wolf – enigmatyczna i fanatyczna kobieta, która wydaje się być powiązana z wydarzeniami które spotykają główną bohaterkę. Claudia zdaje się dużo wiedzieć o Heather i o tym, czym nastolatka ma się stać. Głosu użyczyła Donna Burke.

- Vincent – dość podejrzany, egocentryczny osobnik, który deklaruje się po stronie Heather – jednakże jego intencje nie są do końca jasne. Głosu użyczył Clifford Rippel.

- Leonard Wolf – ojciec Claudii. Nie jest zadowolony poczynaniami swojej córki i postanawia pomóc Heather w jej powstrzymaniu. Jednakże dość szybko okazuje się, że jego zamierzenia znacznie różnią się od celów protagonistki. Głosu użyczył Matt Lagan.

- Valtiel – tajemnicza istota, wyglądem przypominająca Piramidogłowego bez nakrycia głowy. Przez całą grę ukazuje się w wielu miejscach, zdając się śledzić protagonistkę.

- Harry Mason – protagonista Silent Hill. Pojawia się na krótko w jednej ze scen, a także w ukrytym zakończeniu UFO.

- James Sunderland – protagonista Silent Hill 2. Pojawia się w ukrytym zakończeniu UFO.

## Silent Hill 4: The Room(2004)
- Henry Townshend – postać sterowana przez gracza i na pozór główny bohater gry. Skryty i samotny człowiek, który został uwięziony we własnym apartamencie numer 302. Po kilku dniach odkrywa tajemniczą dziurę w łazience, która okazuje się portalem do innej rzeczywistości. Henry postanawia podróżować po alternatywnych lokacjach, próbując wydostać się z koszmaru. Głosu użyczył Eric Bossic.

- Eileen Galvin – młoda, sympatyczna sąsiadka Henry’ego. Mimo że mieszkają koło siebie już dwa lata, prawie w ogóle się nie znają. Protagonista może obserwować jej codzienne czynności przez wizjer w drzwiach i odkrytą po jakimś czasie szparę w ścianie. Od połowy gry Eileen staje się towarzyszką Henry’ego i towarzyszy mu do końca gry. Głosu użyczyła Anne Kunnecke.

- Walter Sullivan – tajemniczy mężczyzna, główny antagonista gry, który kiedyś zamordował kilkanaście osób, po czym popełnił samobójstwo. Henry dowiaduje się także, że Walter odwiedzał kiedyś apartamenty i pokój 302, w którym aktualnie mieszka. Głosu użyczył Dennis Falt.

- Joseph Schreiber – były lokator apartamentu głównego bohatera. Wraz z rozwojem fabuły Henry zdobywa wiele informacji dotyczących jego i prowadzonego przez niego śledztwa. Głosu użyczył Robert Belgrade.

- Richard Braintree – jeden z lokatorów South Ashfield Heights. Jest dość agresywnym człowiekiem o nieukrywanym zamiłowaniu do broni palnej. Zazwyczaj nosi przy sobie rewolwer. Zna bardzo dobrze Eileen, ale w ogóle nie kojarzy Henry’ego.

- Cynthia Velasquez – młoda kobieta o latynoskiej urodzie. Henry spotyka ją na stacji metra, do której przenosi go tajemnicza dziura w łazience. W zamian za odnalezienie wyjścia, kobieta obiecuje mu „specjalną przysługę”. Głosu użyczyła Liza Ortiz.

- Jasper Gein – młody, jąkający się entuzjasta okultyzmu. Główny bohater spotyka go w pobliżu imponujących bloków skalnych w pobliskim Silent Hill lesie, które dawno temu były otaczane czcią przez miejscową ludność. Głosu użyczył Clifford Rippel.

- Andrew DeSalvo – otyły, zastraszony mężczyzna, którego Henry spotyka zamkniętego w wodnym więzieniu mieszczącym się gdzieś na Toluca Lake. Okazuje się być mocno powiązany z dzieciństwem Waltera Sullivana.

- Frank Sunderland – nadzorca South Ashfield Heights. Przejawia zainteresowanie zniknięciem głównego bohatera i próbuje się z nim na różne sposoby skontaktować. Najprawdopodobniej jest to ojciec Jamesa Sunderlanda.

## Silent Hill – film(2006)
- Rose Da Silva – żeński odpowiednik Harry’ego Masona z gry Silent Hill. Kobieta, która wraz ze swoją córką rusza do Silent Hill, aby odkryć powody koszmarów dziewczynki. Grana przez Radhę Mitchell.

- Christopher Da Silva – mąż Rose. Wyrusza do Silent Hill po tym, jak traci kontakt ze swoją żoną. Grany przez Seana Beana.

- Sharon Da Silva – córka Rose i Christophera. Jej rola jest podobna do Cheryl Mason z gry Silent Hill. Grana przez Jodelle Ferland.

- Cybil Bennett – policjantka z pobliskiego miasta Brahms. Postać znana z pierwszej części serii, jednakże jej filmowa wersja różni się w stopniu znacznym od oryginału (m.in. osobowością). Grana przez Laurie Holden.

- Alessa Gillespie – postać zapożyczona z pierwszej części gry. Jej rola również jest podobna do odpowiednika z gry Silent Hill. Grana przez Jodelle Ferland.

- Dahlia Gillespie – postać występująca w pierwszej części Silent Hill, matka Alessy. W filmie została ukazana z nieco innej strony niż w grze. Grana przez Deborah Kara Unger.

- Thomas Gucci – policyjny detektyw zainteresowany zaginięciem żony i córki Christophera Da Silvy. Grany przez Kima Coates’a. W grze Silent Hill występuje wzmianka o policjancie Guccim, który prowadził dochodzenie w sprawie handlu narkotykami na terenie miasta i zmarł w niewyjaśnionych okolicznościach[2].

- Christabella – Dawna dyrektorka szkoły do której uczęszczała Alessa i przywódczyni sekty kultu istniejącego w mieście Silent Hill. Jest też siostrą Dahlii i ciotką Alessy. Jest mocno powiązana z przeszłością Alessy. Grana przez Alice Krige.

- Anna – młoda członkini kultu istniejącego w mieście. Przez pewien czas towarzyszy głównej bohaterce i Cybil. Grana przez Tanyę Allen.

- Red Nurse (Lisa Garland) – przeklęta pielęgniarka opiekująca się Alessą. Grana przez Emily Lineham.

- Red Pyramid (Piramidogłowy, ang. Pyramid Head) – zapożyczony z gry Silent Hill 2 stwór, prześladujący główną bohaterkę i przedstawicieli kultu. Grany przez Roberta Campanellę.

- Colin the Janitor – pracował w szkole jako woźny, jeszcze wtedy gdy Alessa Gillespie do niej uczęszczała. Rose Da Silva odnajduje jego zmasakrowane ciało. Grany przez Roberta Campanellę.

- Armless Man (Bezręki człowiek) – jeden z potworów napotkanych przez Rose i Cybil. Jest odpowiednikiem Lying Creature z Silent Hill 2. Grany przez Michaela Cotę.

- Grey Child (Szare Dziecko) – pierwszy potwór spotkany przez Rose w alejce w Silent Hill. Pojawia się w liczbie mnogiej. Jest odpowiednikiem Deamon Child z Silent Hill. Grany przez Yvonne Ng.

## Silent Hill: The Arcade
- Eric – młody student uczący się w Portland. Dorastał w Silent Hill. Jego dziadek zniknął w tajemniczych okolicznościach wraz ze statkiem Little Baroness, którego był kapitanem. Był wychowywany przez ciocię i wujka, gdyż jego rodzice zmarli.

- Tina – młoda studentka ucząca się w Portland. Ma nadzieję na zostanie nauczycielką. Wyrusza wraz z przyjaciółmi do Silent Hill by spotkać swoją małoletnią przyjaciółkę, Emily.

- Emily – 9-letnia uczennica Szkoły Podstawowej Midwich. Przyjaciółka Tiny. Mieszka ze swoim ojcem Frankiem.

- Hannah – 9-letnia uczennica, która 75 lat temu zmarła śmiercią tragiczną na zaginionym statku Little Baroness.

- Frank – pracuje jako bibliotekarz w Muzeum Historii Silent Hill. Ojciec Emily.

- Bill – czarnoskóry przyjaciel Erica i Tiny. Bohaterowie spotykają go na początku gry, gdzie został zaatakowany przez potwory.

- Jesse, Ryan i George – przyjaciele Erica i Tiny, którzy postanowili wraz z nimi wyjechać do Silent Hill. W tajemniczych okolicznościach słuch po nich ginie.

- Matka Hanny – mama Hanny, która wraz z córką przebywała na statku Little Baroness. Jej intencje wobec córki nie są do końca jasne.

## Silent Hill: Origins
- Travis Grady – postać sterowana przez gracza, protagonista Silent Hill: Origins. Z zawodu jest kierowcą ciężarówki. Podczas jednej ze swoich tras postanawia zrobić skrót przez Silent Hill. Nie pamięta swojego dzieciństwa ani rodziców, jednakże wraz z rozwojem akcji gry wszystko sobie przypomina.

- Helen Grady – matka Travisa. Jest osobą chorą psychicznie, która była przekonana, że rozmawia z ludźmi żyjącymi w lustrach. Leczono ją w Cedar Groove Sanitarium.

- Richard Grady – ojciec protagonisty. Wydarzenia związane z chorobą jego żony doprowadziły go do depresji.

- Dahlia Gillespie – postać znana z pierwszej części serii, matka Alessy Gillespie. Zdaje się ukrywać coś przed protagonistą. Bez przeszkód oznajmia mu, że sama podpaliła dom w którym przebywała jej córka.

- Doktor Michael Kaufmann – postać znana z pierwszej części serii. Dyrektor szpitala Alchemilla. Stara się nie wchodzić w dłuższe rozmowy z protagonistą i szybko znika. Tak jak Dahlia, stara się coś przed nim ukrywać.

- Lisa Garland – postać znana z Silent Hill. Młoda pielęgniarka praktykująca w szpitalu Alchemilla. Jej marzeniem jest gra w teatrze. Travis przyłapuje ją w dość dwuznacznej sytuacji z Kaufmannem w motelu Riverside.

- Alessa Gillespie – postać znana z Silent Hill. Travis ratuje ją z płonącego domu na początku gry, lecz nie wie jeszcze kim ona naprawdę jest. Później w tajemniczych okolicznościach słuch po niej ginie.

- Rzeźnik (ang. The Butcher) – mroczny stwór przypominający wyglądem i zachowaniem Piramidogłowego z Silent Hill 2. Zdaje się być mocno powiązany z postacią głównego bohatera.

- Dr Harris – Travis nie poznaje go osobiście. Lekarz z Cedar Groove Sanitarium, który opiekował się matką protagonisty i próbował ją wyleczyć.

- Harry Mason – protagonista części pierwszej. Pojawia się w krótkim epizodzie, w zakończeniu Good. Prowadzi dialog wraz ze swoją żoną.

## Silent Hill: Homecoming
- Alex Shepherd – postać sterowana przez gracza, protagonista Silent Hill: Homecoming. Wraca po służbie w wojsku do rodzinnego miasta Shepherd’s Glen, które okazuje się być opustoszałe i pokryte nienaturalną mgłą. W dodatku brat i ojciec Alexa zaginęli. Bohater wyrusza na ich poszukiwania, jednocześnie odkrywając tajemnicę łączącą Shepherd’s Glen i Silent Hill.

- Elle Holloway – córka Margaret Holloway oraz dawna znajoma Alexa, która w dzieciństwie spędzała z nim wiele czasu. Z Alexem zdaje się łączy ją coś więcej niż sama przyjaźń.

- Wheeler – czarnoskóry zastępca szeryfa Shepherd’s Glen, podwładny i znajomy ojca Alexa. Z początku wydaje się podejrzliwy wobec protagonisty, jednak ostatecznie przyłącza się do niego i wspólnie próbuje odkryć przyczynę zajść w mieście. Nie jest znane jego imię.

- Joshua Shepherd – młodszy brat Alexa. Jego odszukanie jest głównym celem protagonisty. Co jakiś czas pokazuje się Alexowi, ale ucieka i nie daje się złapać.

- Lillian Shepherd – matka Alexa. Bohater zastaje ją w głębokiej depresji i nie jest w stanie wydobyć z niej informacji na temat zniknięcia reszty rodziny.

- Adam Shepherd – ojciec Alexa, miejscowy szeryf. Udał się na poszukiwania Josha i sam przepadł bez śladu.

- Margaret Holloway – matka Elle, która w Shepherd’s Glen piastuje stanowisko sędziego. Jest pierwszą napotkaną mieszkanką rodzinnego miasta Alexa.

- Curtis Ackers – właściciel skupu złomu w Shepherd’s Glen. Jest w stosunku do Alexa gburowaty i szorstki, jednak zgadza się z nim na wymianę zepsutego rewolweru na sprawny pistolet.

- Sam Bartlett – burmistrz Shepherd’s Glen. Ostatnie wydarzenia w mieście sprawiły, że pogrążył się w bezradności i alkoholizmie. Alex spotyka go po raz pierwszy na cmentarzu w rodzinnym miasteczku.

- Doktor Martin Fitch – miejscowy lekarz. Kiedy Alex go spotyka, przejawia silne skłonności autoagresywne.

- Travis Grady – protagonista Silent Hill: Origins. Podwozi głównego bohatera do Shepherd’s Glen.

- Boogeyman – postać wzorowana na filmowej wersji Piramidogłowego. Alex spotyka go parę razy na swojej drodze, jednak protagonista nie wydaje się być jego głównym celem.

- Nora Holloway – córka Margaret Holloway oraz młodsza siostra Elle. Zniknęła wraz z innymi mieszkańcami Shepherd’s Glen. Uwielbiała czytać książki a jej ulubioną była Alicja w Krainie Czarów.

- Joey Bartlett – syn burmistrza Sama Bartletta. Był towarzyszem zabaw Josha. Szczególnie upodobał sobie domek na drzewie znajdujący się w ogrodzie państwa Shepherdów.

- Scarlet Fitch – córka Martina Fitcha. Bardzo lubiła bawić się lalkami, dlatego też jej pokój jest nimi po brzegi wypełniony.

## Silent Hill: Shattered Memories
- Harry Mason – główny bohater Silent Hill: Shattered Memories. Podczas jazdy samochodem, wpada w poślizg i powoduje wypadek, w którym wjeżdża na teren złomowiska i mdleje. Po ocknięciu się zauważa zniknięcie swojej córki Cheryl i wyrusza na jej poszukiwania. W trakcie poszukiwań dziewczynki, bohater odkrywa i przypomina sobie wiele rzeczy, które zdaje się zapomniał po feralnym wypadku.

- Cheryl Mason – 7-letnia córka Harry’ego Masona, która znika w tajemniczych okolicznościach. Jej odszukanie jest celem głównego bohatera. Kilka razy rozmawia ze swoim ojcem przez telefon, w którym ostrzega go przed potworami i prosi o zaprzestanie jej poszukiwań.

- Doktor Michael Kaufmann – terapeuta, którego gracz poznaje na samym początku gry przy rozwiązywaniu pierwszego testu psychologicznego. Co jakiś czas, gracz będzie rozwiązywał jego kolejne testy, które będą miały wpływ na późniejszy etap rozgrywki. Jego postać, prócz imienia i nazwiska, nie ma żadnego związku z doktorem Kaufmannem z pierwszej części Silent Hill.

- Cybil Bennett – pierwsza osoba, którą spotyka Harry Mason podczas swojej wędrówki wchodząc do Diner 52. Ma około 20 lat. Od wykonania testu psychologicznego gracza zależeć będzie jej wygląd oraz zachowanie, zawsze jednak spełnia tę samą rolę w każdej scenie.

- Dahlia – tajemnicza dziewczyna, której wygląd i zachowanie zależą od wykonania testów psychologicznych – rolę ma zachowaną. Na każdym kroku daje znać o tym że zna głównego bohatera i dziwi ją fakt, że on jej nie pamięta. Jej zachowanie często ma zabarwienie czysto erotyczne.

- Michelle Valdez – młoda, hiszpańska piosenkarka, którą Harry spotyka w szkole Midwich śpiewającą piosenkę „Always On My Mind”. Zaprzyjaźnia się z bohaterem i mówi mu o swoim chłopaku Johnie, na którego czeka. Kiedy ten nie przychodzi, Michelle bez wahania zabiera Harry’ego to „The Balkan” – nocnego klubu, w którym śpiewa. Gdy Harry spotyka ją ponownie, tym razem w towarzystwie Johna, zgadza się odwieźć protagonistę do latarni, jednak John nieoczekiwanie z nią zrywa i odchodzi. Jej wygląd, jak i dialogi z nią są zależne od wykonywanych testów psychologicznych.

- John – chłopak Michelle Valdez. Nic nie wiadomo na temat tej postaci prócz tego, że jest prawnikiem i 5 lat chodzi z Michelle. Pojawia się epizodycznie, w scenie w której podwozi głównego bohatera w stronę jeziora, po czym zrywa z Michelle.

- Lisa Garland – rudowłosa pielęgniarka, która pracuje w szpitalu Alchemilla. Miała wypadek samochodowy, w którym poważnie uderzyła się w głowę i proponuje Harry’emu, by ten ją odprowadził do domu. Jest bardzo przyjazna w stosunku do bohatera oraz odgórnie wyjawia mu, że cieszy się ze spotkania.

- Mike i Lucy Stewart – małżeństwo w podeszłym wieku, występujące w krótkim epizodzie. Mieszkają oni wraz ze swoją córką Katie w domu numer 1206 na ulicy Levin. Harry Mason oskarża Mike’a i Lucy o porwanie Cheryl, bowiem według jego dowodu, dom numer 1206 należy do niego.

- Barmanka – około 50-letnia kobieta pracująca w barze Good Ol’ days, naprzeciwko Diner 52. Gracz może wybrać spotkanie z nią, jednocześnie pomijając pierwsze spotkanie z Cybil Bennett. Jej rola jest taka sama jak Cybil.

- James Sunderland – główny bohater Silent Hill 2. Pojawia się gościnnie w ukrytym zakończeniu „UFO”.